# Młoteczno
Młoteczno [mwɔˈtɛt͡ʂnɔ] (tiếng Đức: Hammersdorf)  là một ngôi làng ở quận hành chính của Gmina Braniewo, trong huyện Braniewski, Warmińsko-Mazurskie, ở miền bắc Ba Lan, gần biên giới với Kaliningrad của Nga. Nó nằm khoảng 3 kilômét (2 mi) về phía đông bắc của Braniewo và 81 km (50 mi) phía tây bắc của thủ đô khu vực Olsztyn.
Ngôi làng có dân số 295.